# Giovanni Battista (Venedig)
Giovanni Battista (polnisch: Jan Baptysta Wenecjanin, * um 1492 in Venedig; † 1567) war ein Architekt, Bildhauer und Steinmetz der Renaissance. Giovanni Battista gehörte zur dritten Generation italienischer Künstler, die am Krakauer Königshof tätig waren.

## Leben

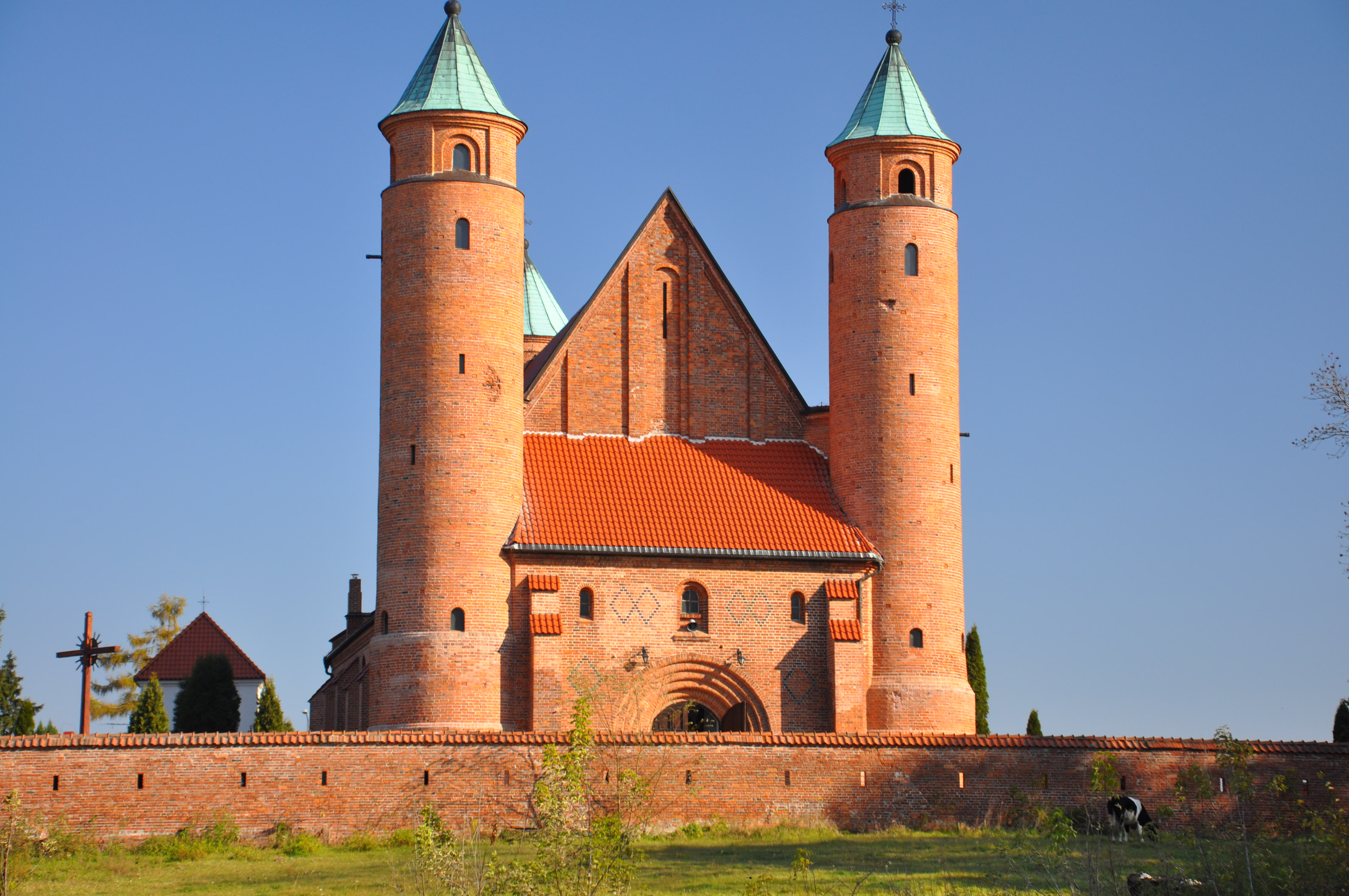
Rochuskirche in Brochów

Giovanni Battista stammte aus Venedig und arbeitete ab den 1520er Jahren in der Werkstatt von Bartolomeo Berrecci in Krakau. Von 1531 bis 1535 arbeitete er zusammen mit Bernardino Zanobi de Gianotis an der Kathedrale von Płock. Im Gegensatz zu Gianotis blieb er in Płock, wo er in den nächsten 30 Jahren eine eigene Werkstatt führte. Er baute Kirchen sowie profane Bauten vor allem in Masowien. Hierbei verband er die örtliche Backsteingotik mit der italienischen Renaissance. Er erwarb das Płocker Bürgerrecht.

## Schaffen
Von seinen Werken sind unter anderem erhalten bzw. wurden rekonstruiert:
- Barbakane in Warschau
- Kathedrale von Płock
- Stiftskirche St. Bartholomäus in Płock
- Wehrkirche St. Rochus in Brochów
- Stiftsbasilika St. Marien in Pułtusk
- St. Johannes in Włocławek
- St. Dorothea in Cieksyn
- St. Andreas in Brok
- Verklärungskirche in Dobromyl